# Такеши Иноуе
Такеши Иноуе (јап. 井上 健; Нишиномија, 30. септембар 1928 — 5. април 1992) био је јапански фудбалер.

## Каријера
Током каријере играо је за Мицубиши.

## Репрезентација
За репрезентацију Јапана дебитовао је 1954. године.

## Статистика
| Јапан  | Јапан | Јапан |
| Год.   | Ута.  | Гол.  |
| ------ | ----- | ----- |
| 1954   | 1     | 0     |
| Укупно | 1     | 0     |